# Laurent Merlin
Pour les articles homonymes, voir Merlin.
 (février 2025).
Si vous disposez d'ouvrages ou d'articles de référence ou si vous connaissez des sites web de qualité traitant du thème abordé ici, merci de compléter l'article en donnant les références utiles à sa vérifiabilité et en les liant à la section « Notes et références ».
Laurent Merlin est un scénariste et réalisateur français né en 1971.

## Biographie
Laurent Merlin réalise avec des camarades de lycée un court métrage, en 16 mm, adapté d’un poème de Charles Baudelaire. L’année de son baccalauréat, il écrit et réalise son premier court métrage professionnel en 35 mm, d’après un scénario original intitulé Découverte avec Bernard-Pierre Donnadieu et Jacques Debary. Il s’installe alors à Paris et enchaîne la réalisation de deux autres courts métrages, La fille du magnétophone, avec Madeleine Barbulée et Jacques Debary, et Don't ask why avec Danièle Évenou.
Il réalise ensuite un moyen métrage, Papa, avec Benoît Magimel et Michel Robbe. Le film obtient plusieurs marques de reconnaissance dans des festivals[Lesquelles ?] et lui permet de réalise son premier long-métrage, d’après son scénario original Step by step, avec Anémone, Claire Keim, Ludovic Bergery, Mickaël Cohen et Boris de Mourzitch. Produit par Francine Jean-Baptiste (de Mandala productions), le film est présenté au 54e festival de Locarno et sort en salles en France un an plus tard.
Laurent Merlin écrit et réalise un long métrage coréen, Ashima, avec An Chang Joo et Emmanuelle Grivelet-Sonier. Le film est tourné à Paris, en Bourgogne et à Séoul.
En 2017, il réalise un long métrage intitulé Le Fils du désert, dont l’action se situe principalement dans un village du sud du Maroc dans le Sahara. Le film reçoit le prix Charles Spaak du meilleur scénario de l'Université européenne d'écriture de Bruxelles. Ahd Saddik et Abdelmoula Oukhita y tiennent les rôles principaux. La musique originale du film est signée Stéphane Damiano et la photographie Daniele Nannuzzi. Le film sort en salles le 21 novembre 2018 en France, distribué par Hevadis Films.

## Filmographie
Sauf indication contraire, les informations mentionnées dans cette section peuvent être confirmées par les bases de données cinématographiques IMDb et Allociné,  présentes dans la section « Liens externes ».

### Réalisateur
- 1989 : Le Joujou du pauvre (court-métrage)
- 1992 : Découverte (court-métrage)
- 1992 : La Fille du magnétophone (court-métrage)
- 1993 : Don't Ask Why (court-métrage)
- 1994  : Paroles d'enfants à l'hôpital Necker (documentaire)
- 1997 : Papa
- 2002 : Step by Step
- 2006 : Ashima (téléfilm)
- 2018 : Le Fils du désert (ou L'Enfant du Sahara puis Le Pays à l'envers)

### Scénariste
Laurent Merlin est le scénariste de ses propres réalisations, ainsi que :
- 2020 : Graine d'Alimata Ouédraogo